# Kaijanjärvi
Kaijanjärvi är en sjö i kommunen Nyslott i landskapet Södra Savolax i Finland. Sjön ligger 85,9 meter över havet. Arean är 1,22 kvadratkilometer och strandlinjen är 11,56 kilometer lång. Sjön  ingår i Vuoksens huvudavrinningsområde.   Den ligger omkring 98 kilometer öster om S:t Michel och omkring 290 kilometer nordöst om Helsingfors. 